# Giorgio di Giovanni
Giorgio di Giovanni, auch bekannt als Giorgio da Siena, (* um 1500; † Januar 1559 in Siena) war ein italienischer Maler und Festungsbaumeister der Renaissance, der vor allem in Siena tätig war.

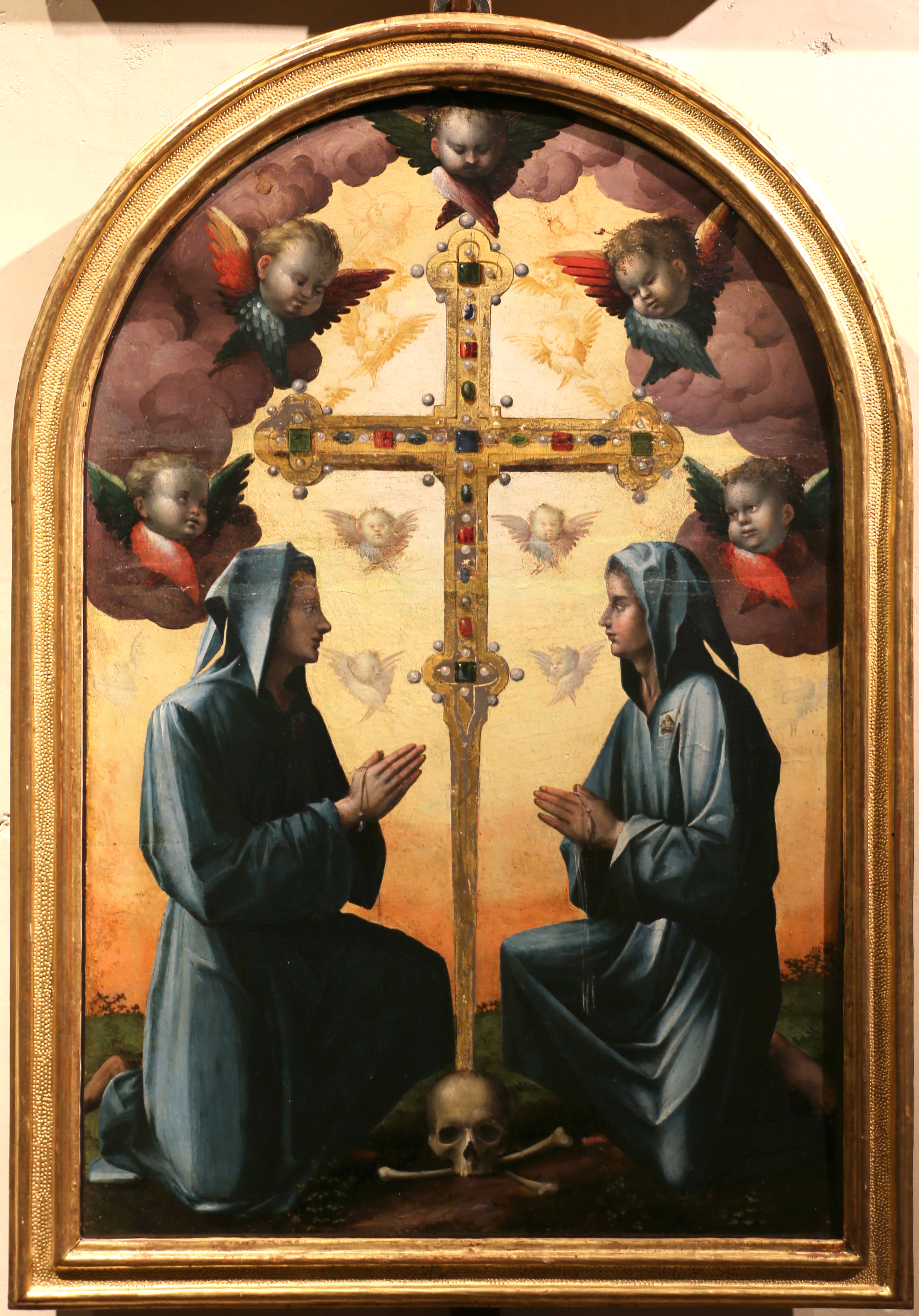
Tafel aus der Compagnia di Santa Maria in Portico in Fontegiusta, Giorgio di Giovanni

## Leben
Über die Herkunft und das Leben des Malers ist wenig bekannt. Er war Schüler von Beccafumi und Giovanni da Udine in Rom, mit dem er um 1525–1530 an der Loggia des Vatikans arbeitete. Erstmals erwähnt wurde er im Jahr 1538 als Maler des Portikus im Palazzo Saracini in Siena. Er galt als geschickter Groteskenmaler, jedoch sind nur die Arbeiten in der Loggia des Palazzo Saracini erhalten.
Im Auftrag der Stadt leitete er ab 1546 den Bau der Befestigungsanlagen von Montalcino und Montoliveto.
Von seinen Werken sind im Staatsarchiv von Siena 3 Buchdeckelmalereien erhalten. Weitere erwähnte Werke: 1541 eine Ehrenpforte für Papst Paul III., Dekoration der Casa Salvani (1553, Stuck und Figuren), ein Fries im Palazzo Pubblico, Wappen an den Stadttoren.
Andere Werke sind unsicher, so wurden zum Beispiel die Fresken im Castello di Belcaro auch Baldassare Peruzzi zugeschrieben. Andere Werke wie der Flug der Cloelia wurden Domenico Beccafumi und Marco Bigio zugeschrieben.